# La familia viene
La familia viene (en hangul, 떴다! 패밀리) es una serie de televisión de Corea del Sur emitida originalmente en 2015 por SBS y protagonizada por Lee Jung Hyun, Jin Lee Han, Oh Sang Jin y Park Won Suk.
Fue emitida en su país de origen desde el 3 de enero al 15 de marzo de 2015, con una longitud de 20 episodios emitidos las noches de cada sábados y domingos a las 20:45 (KST). Está basada en la novela «La Abuela está de Vuelta» (할매가 돌아왔다), escrita por Kim Bum y publicada en 2012.

## Argumento
La abuela Jeong Kkeut Soon, llega después de 50 años viviendo en Hollywood, Estados Unidos a Corea del Sur, con el real motivo de reencontrarse con su familia y hacer que estos compitan por su herencia que corresponde a diez mil millones de Won, ya que según ella le queda poco tiempo de vida.
Ante tal cantidad de dinero y la facilidad de obtenerlo, los familiares, cada uno por su cuenta, crea planes propios para quedarse con el dinero, una vez muerta la abuela.

## Reparto

### Principal
- Park Won Suk como Jeong Kkeut Soon / Audrey Jung.
- Lee Jung Hyeon como Na Jun Hui/Susan Johnson.[7]
- Jin Lee Han como Choi Dong Suk.
- Oh Sang Jin como Jeong Joon Ah / James.

### Secundario
- Jeong Han Heon como Choe Jong Tae.
- Park Jun Gyu como Choi Dal Soo.
- Lee Hwi Hyang como Kim Jeong Suk.
- Paek Ji Won como Choi Dal Ja.
- An Hye Gyeong como Choi Dong Eun.
- choejonghun como Park Se Ho.
- Sojin como Choi Dong Joo.
- Cha Hak Yeon como Cha Hak Yeon.
- Choi Jung-won como Kim Sang-woo.
- Han Min Chae como Lee Hyeon Ae.
- Hwang Chae Won como Park Chae Won.
- Julian Queen Tarts como Michael.
- Jang Do Yeon como Jang Do Yeon.
- Lee Jong Nam como Jun Hui Mo.
- Na Jong Su como Multi Men.
- Oh Dae Hwan como Byeon Ho Sa.
- Hong Bin como Lee Hong Bin.
- Park Jin Ju como Park Jin Ju.

## Audiencia
| 1        | 3 de enero de 2015    | 4.0 % | 4.3 % |
| 2        | 4 de enero de 2015    | 4.2 % | 4.7 % |
| 3        | 10 de enero de 2015   | 3.6 % | 4.1 % |
| 4        | 11 de enero de 2015   | 3.9 % | 4.7 % |
| 5        | 17 de enero de 2015   | 3.5 % | 3.4 % |
| 6        | 18 de enero de 2015   | 3.0 % | 3.1 % |
| 7        | 24 de enero de 2015   | 2.7 % | 3.2 % |
| 8        | 25 de enero de 2015   | 2.9 % | 2.9 % |
| 9        | 31 de enero de 2015   | 3.0 % | 3.3 % |
| 10       | 1 de febrero de 2015  | 2.3 % | 3.1 % |
| 11       | 7 de febrero de 2015  | 2.6 % | 3.2 % |
| 12       | 8 de febrero de 2015  | 2.2 % | 2.3 % |
| 13       | 14 de febrero de 2015 | 2.1 % | 2.7 % |
| 14       | 15 de febrero de 2015 | 1.9 % | 2.6 % |
| 15       | 28 de febrero de 2015 | 2.5 % | 2.8 % |
| 16       | 1 de marzo de 2015    | 2.8 % | 3.1 % |
| 17       | 7 de marzo de 2015    | 2.8 % | 2.9 % |
| 18       | 8 de marzo de 2015    | 2.6 % | 2.9 % |
| 19       | 14 de marzo de 2015   | 2.3 % | 2.5 % |
| 20       | 15 de marzo de 2015   | 2.4 % | 2.3 % |
| Promedio | Promedio              | 2.9 % | 3.2 % |

## Emisión internacional
- Singapur: ONE.[10]
- Malasia: ONE.